# Небывальщина (фильм)
«Небыва́льщина» — советская музыкальная кинокомедия, первый полнометражный фильм режиссёра Сергея Овчарова, созданный по мотивам русского фольклора в 1983 году.

## Сюжет
Деревенского простака Незнама жена отправляет в поиски за умом. В начале своего пути Незнам встречает солдата, идущего с войны в страну обетованную. Тот даёт несколько советов Незнаму, и ненадолго их пути расходятся. Встретившись снова, они проходят через войну и ад, где к ним присоединяется Бобыль, который разными способами пытается покорить воздушное пространство. Вместе они возвращаются в деревню к Незнаму.

## В ролях
- Александр Кузнецов — Незнам
- Алексей Булдаков — солдат
- Нина Усатова — жена Незнама, крестьянка
- Сергей Бехтерев — Бобыль
- Анатолий Сливников — пристав
- Игорь Иванов — щёголь с ярмарки, соблазнитель жены Незнама
- Вячеслав Полунин — иноземный царь
- Виталий Баганов — арестованный
- Константин Гершов — селянин
- Гелена Ивлиева — ряженая
- Николай Дик — мужик
- Сергей Жукович
- Татьяна Захарова
- Татьяна Кожевникова
- Никита Макарьев
- Галина Ниголь
- Валерий Провоторов
- Николай Терентьев
- Любовь Тищенко —  эпизод
- Николай Пастухов — текст от автора

## Съёмочная группа
- Автор сценария: Сергей Овчаров
- Режиссёр: Сергей Овчаров
- Оператор: Валерий Федосов
- Композитор: Игорь Мациевский
- Художник-постановщик: Виктор Амельченков
- Звукорежиссёры: Элеонора Казанская, Борис Андреев.

## Художественные особенности
- В фильме активно использованы русские народные мотивы — частушки, поговорки, наигрыши, обряды.
- Звучит народная музыка в исполнении Ленинградского камерного фольклорного ансамбля (солист Ю. Бойко).
- Участие в создании фильма принимали фольклорные коллективы Курганской области.
- Один из эпизодов фильма — постройка Бобылём летательного аппарата на основе надутой воздухом коровьей шкуры — пересекается с сюжетом первого (короткометражного) фильма Овчарова «Нескладуха».

## Награды
- 1985 — Приз за лучший полнометражный фильм на кинофестивале «Дебют» в Свердловске
- 1985 — Приз на международном кинофестивале в Эшпиньо (Португалия)